# Christian de la Mazière
Christian de la Mazière (Tours, 22 agosto 1922 – Parigi, 15 febbraio 2006) è stato un giornalista, e impresario francese.
Collaborazionista durante la Seconda guerra mondiale.

## Biografia
Figlio di un alto ufficiale che aveva partecipato nella Guerra sovietico-polacca e madre polacca, si arruola nel mese di settembre 1939 prestando servizio nell'esercito di Vichy fino al 1942. Successivamente, lavora per il quotidiano Le Pays libre e poi, poco prima della liberazione di Parigi, si arruola nelle Waffen SS.
È stato uno degli ultimi sopravvissuti della 33. Waffen-Grenadier-Division der SS "Charlemagne" unità delle Waffen SS formata da francesi. Negli ultimi giorni del Terzo Reich, alcune unità di quella divisione combatterono a Berlino, partecipando alla difesa del Reichstag. Viene catturato in Pomerania da parte delle truppe polacche (che lo lasciano in vita, grazie alla sua conoscenza della Polonia), ed è consegnato alle autorità russe e da esse a quelle francesi. Cerca di passare per un francese arruolato nel Dipartimento del lavoro-STO per evitare di essere giudicato come un ex membro delle Waffen-SS ma, smascherato, è condannato in Francia a cinque anni di carcere 1946, perdendo i suoi diritti civili per dieci anni. Viene graziato da Vincent Auriol nel 1948.
Liberato dal carcere di Clairvaux, ricopre varie posizioni nel corso degli anni, lavorando nel giornalismo (tra l'altro a L'Écho de la Presse et de la Publicité, a La Correspondance de la Presse di Georges Bérard-Quélin, o ancora a Cinédis). Poi diventa impresario, fonda nel 1952 un'agenzia di pubbliche relazioni,  International Show, un periodico sulla vita e il lavoro di attori e attrici del cinema, e frequenta l'ambiente del cinema e dello «show business»; tra essi Jean Gabin, Michel Audiard, René Clair, Pierre Brasseur, ecc. Per un periodo di tempo è compagno di Juliette Gréco, poi di Dalida.
Ha raccontato la sua particolare esperienza nel film Le Chagrin et la Pitié, che narrava la vita dei francesi sotto l'occupazione tedesca. Inoltre ha dimostrato il proprio impegno attraverso un libro, Le Rêveur casqué, che ebbe diverse edizioni e traduzioni, ma che suonò la campana a morto per la sua agenzia di pubbliche relazioni, e che (almeno stando a sue affermazioni di 30 anni più tardi) hanno ispirato a Georges Brassens Mourir pour des idées (1972). Si noti che nel libro si attribuisce i gradi di ufficiale, mentre aveva conseguito soltanto il grado di Rottenführer, a capo di una squadra di 5-7 uomini.
Fu poi consulente per Le Figaro Magazine e The Clash, prima di entrare nel Togo durante la presidenza di Gnassingbé Eyadéma come consulente. Trent'anni più tardi ha descritto i suoi anni del dopoguerra in Le Rêveur blessé, spiegando le conseguenze della sua scelta sulla sua vita sociale e professionale.